# Esfera de Hoberman

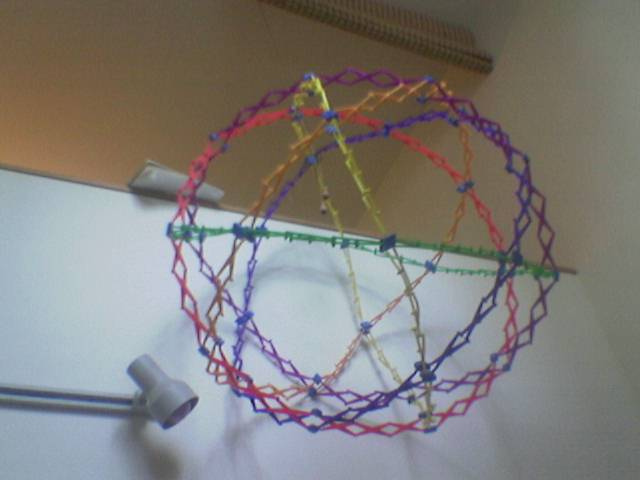
Esfera Hoberman.

Una esfera Hoberman es una estructura que se asemeja a una cúpula geodésica, pero es capaz de plegarse hasta ocupar un tamaño mucho menor que el original, gracias a la acción de los mecanismos de las uniones entre piezas que se doblan como fuelles o tijeras. No es realmente una esfera sino un poliedro
Hay versiones fabricadas en plástico de distintos colores que se han hecho muy populares como juguetes infantiles. La original se puede expandir de 15 cm de diámetro hasta 70. Se comercializa en cuatro tamaños, original y mega formada por un icosidodecaedro, mini formada por un icositetraedro deltoidal y micro por un octaedro. En algunas versiones se incluye un mecanismo interior formado por una cuerda o cable que permite expandirla o contraerla tirando de él. O suspenderla del techo.
La esfera de este tipo más grande que existe está en la entrada del Liberty Science Center en Nueva Jersey. Pesa 318 kg y completamente expandida tiene un tamaño de 5,5 m de diámetro. Está construida de acero y aluminio y cambia de tamaño continuamente.
Su inventor, Chuck Hoberman, tiene varias patentes de técnicas de plegado, muchas de ellas inspiradas en los diseños de Buckminster Fuller desde el punto de vista de su plegamiento.